# Danny De Bie
Danny De Bie (Beerzel, 23 de enero de 1960) fue un ciclista belga. Destacó en la modalidad de ciclocrós siendo campeón mundial élite en 1989. 

## Palmarés

### Ciclocrós
| 1987 - 2.º en el Campeonato Mundial de Ciclocrós 1988 - 3.º en el Campeonato de Bélgica de Ciclocrós 1989 - Campeonato Mundial de Ciclocrós - 3.º en el Campeonato de Bélgica de Ciclocrós 1990 - Superprestigio de Ciclocrós - Campeonato de Bélgica de Ciclocrós | 1991 - Campeonato de Bélgica de Ciclocrós 1992 - Campeonato de Bélgica de Ciclocrós 1993 - 2.º en el Campeonato de Bélgica de Ciclocrós 1994 - 2.º en el Campeonato de Bélgica de Ciclocrós |